# Naturschutzgebiet
Naturschutzgebiet er en tysk naturbeskyttelsesbetegnelse nogenlunde svarende til det danske naturreservat og er fastsat i Bundesnaturschutzgesetz(de) (eller BNatSchG).

## Bestemmelser
§23 i BNatSchG (2009) siger:
(1) Naturschutzgebiete er juridisk bindende, fastsatte områder, hvor der er en særlig beskyttelse af naturen og landskabet i sin helhed, eller dele deraf.
1. til bevarelse, udvikling eller genoprettelse af vitale levesteder, biotoper af visse vilde dyre- og plantearter
2. af videnskabelige, naturhistoriske eller regionale grunde, eller
3. på grund af deres sjældenhed, særlig egenart eller enestående skønhed.

(2) alle handlinger, der medfører forstyrrelse ødelæggelse eller ændringer i det beskyttede område eller af dets bestanddele, eller kan føre til forstyrrelse af bæredygtigheden, er forbudt i henhold til flere bestemmelser. For så vidt som beskyttelsens formål tillader det kan områderne gøres offentligt tilgængelige.

## Skiltning
På grund af de lovmæssige restriktioner er de beskyttede områder markeret med skilte, så man ved når man er i et Naturschutzgebiet. Af historiske grunde er der ikke en fælles standard over hele landet.
Naturschutzgebiete i det gamle DDR var markeret med grøn trekant med silhuet af en havørn. I de nye delstater i det tidligere Østtyskland bruger man nu et gult femkantet skilt med en Stor hornugle. Ved Tysklands genforening anbefalede den 36th Environmental Minister's Conference i 1991 at bruge uglesymbolet fremover i hele Tyskland til at markere naturschutzgebiete. Dette blev ikke gennemført, og i dag er der tre forskellige måder at skilte områderne.
- Slesvig-Holsten, Mecklenburg-Vorpommern, Brandenburg, Sachsen-Anhalt, Thüringen og Sachsen bruger uglen på pentagonen, Sachsen-Anhalt bruger en hvid baggrund i stedet for den gule.
- Berlin, Niedersachsen og Bremen bruger uglen på en grøn trekant.
- Hamburg, Nordrhein-Westfalen, Hessen, Rheinland-Pfalz, Saarland, Baden-Württemberg og Bayern bruger havørnen i en grøn trekant.

- Ugle på pentagonalt skilt
- Nyt skilt med Stor hornugle
- Gammelt skilt med havørn

## Naturschutzgebiete i Tyskland
Tabellen viser antal, areal og andel af Naturschutzgebiete i Tysklands delstater:
| Delstat                | Antal | Areal(ha)   | Andel af areal (%) |
| ---------------------- | ----- | ----------- | ------------------ |
| Baden-Württemberg      | 1041  | 86.817      | 2,43               |
| Bayern                 | 0587  | 158.694     | 2,25               |
| Berlin                 | 0038  | 1.990       | 2,2                |
| Brandenburg            | 0469  | 230.531     | 7,8                |
| Bremen                 | 0018  | 1.933       | 4,7                |
| Hamburg                | 0032  | 6.388       | 8,46               |
| Hessen                 | 0768  | 38.419      | 1,8                |
| Mecklenburg-Vorpommern | 0286  | 91.700      | 3,0                |
| Niedersachsen          | 0774  | 253.299     | 4,78               |
| Nordrhein-Westfalen    | 3035  | 268.088     | 7,9                |
| Rheinland-Pfalz        | 0518  |             |                    |
| Saarland               | 0117  | 10.636      | 4,14               |
| Sachsen                | 0215  | 53.377      | 2,90               |
| Sachsen-Anhalt         | 0199  | 64.197      | 3,14               |
| Slesvig-Holsten        | 0191  | 47.800      | 3                  |
| Thüringen              | 0264  | 43.873      | 2,7                |
| Hele Tyskland          | 8552  | > 1.357.742 | ca. 4,1            |

Sidst i 2008 var der 8.413 Naturschutzgebiete i Tyskland med et samlet areal på 1.271.582 hektar, elle 3.6% af landets areal.